# ماكس ألكسندر (كوميدي)
ماكس ألكسندر (بالإنجليزية: Max Alexander)‏ مواليد 20 أغسطس 1953 في الولايات المتحدة - الوفاة 2 نوفمبر 2016 في نيويورك، نيويورك، الولايات المتحدة، هو ممثل هزلي أمريكي. ظهر عدة مرات على برنامج الليلة الذي يعرض على هيئة الإذاعة الوطنية.

## الأعمال
- رجل على القمر
- نسيان ساره مارشال
- بول بلارت: شرطي المجمع التجاري 2
- كارثة
- ذا براكتيس
- زوجتي وأطفالي

## روابط خارجية
- ماكس ألكسندر على موقع IMDb (الإنجليزية)
- ماكس ألكسندر على موقع ديسكوغز (الإنجليزية)
- ماكس ألكسندر على موقع قاعدة بيانات الفيلم (الإنجليزية)